# Крушение вертолёта Ка-27 в Казани
Крушение вертолёта Ка-27 в Казани — авиационное происшествие с военным вертолётом Ка-27, перегоняемым из города Кумертау в Башкирской АССР в город Североморск, произошедшее в Казани в среду 26 ноября 1980 года.

## Справка
Вертолёт Ка-27 (по классификации НАТО — «Helix-A») предназначен для обнаружения, отслеживания и уничтожения подводных лодок, следующих на глубине до 500 м на скоростях до 75 км/ч в районах поиска, удалённых от корабля базирования до 200 км при волнении моря до 5 баллов днём и ночью в простых и сложных метеоусловиях. Вертолёт может обеспечивать выполнение тактических задач как одиночно, так и в составе группы и во взаимодействии с кораблями во всех географических широтах.
Серийное производство было начато в 1977 году на вертолётном заводе в городе Кумертау.

## Обстоятельства происшествия
26 ноября 1980 года на заводском вертодроме в Кумертау (Башкирская АССР) были подготовлены к вылету 3 военных вертолёта Ка-27 для их передачи в Североморск в место постоянного базирования (830 ОКПЛВП). Вертолёты должны были добраться до конечного пункта своим ходом. Первой перевалочной посадочной площадкой должен был стать вертодром Казанского вертолётного завода (отрезок примерно 550 км). Однако по какой-то причине техники, заправлявшие вертолёты топливом, дозаправили лишь головной вертолёт группы. Два других вертолёта дозаправлены не были, и в баках находились остатки горючего после проведённых накануне заводских испытаний двигателей. Также по неизвестной причине пилоты вертолётов при предполётной подготовке не убедились в достаточности топлива в баках.
Группа летела треугольником — впереди ведущий, чуть сзади, справа и слева — ведомые, и, чтобы не наваливаться на хвост ведущего, последние энергично работали ручкой «шаг-газ», что привело к более интенсивной выработке топлива.
Следуя заданным маршрутом в районе Аэропорта «Казань-2» (Лаишевский район, юго-восточнее Казани) в ведомом вертолёте Ка-27 под управлением майора Ольховика сработал датчик аварийного остатка топлива, о чём майор Ольховик незамедлительно сообщил своему ведущему — командиру группы, который, полагая, что до вертодрома назначения остаётся чуть менее 20 км, не стал настаивать на аварийной посадке в Аэропорте «Казань-2». Но всё же майор Ольховик с разрешения командира группы запросил экстренную посадку в аэропорту «Казань-2», но получил отказ. Группа влетела в воздушное пространство над Казанью.
Находясь на высоте 200 метров над территорией Московского района города Казани и двигаясь со скоростью 180 км/ч, вертолёт майора Ольховика, не дотянув всего 4 км до вертодрома, заглох (остановились оба двигателя в связи с выработкой остатков топлива). Не имея практически никакого времени для выбора места для посадки, майор Ольховик всё же выбрал самое удачное место для падения своего вертолёта, которым оказалось пересечение улиц Восстания и Декабристов города Казани, так называемая площадь Восстания.
Вертолёт на огромной скорости врезался в асфальтовое покрытие площади, сразу же порвав своим корпусом и лопастями контактные кабели и коммуникационные провода электрических сетей и местной телефонной станции. Двигаясь по инерции, вертолёт закрутился и, запутавшись в кабелях, опрокинулся на левый борт, попутно зацепив лопастью стоявший на светофоре трамвай.
Второй ведомый вертолёт под управлением майора Малинко, также испытывая резкую нехватку топлива, приземлился на газоне стадиона «Тасма», расположенного в двух кварталах от места падения вертолёта майора Ольховика. Командирский же вертолёт успешно дотянул до заводского вертодрома, где, приземлившись, заглох из-за выработки горючего.

## После падения
После падения вертолёта на Площади Восстания собралось большое количество людей. Однако местными органами милиции (до ближайшего Московского РОВД г. Казани чуть более 300 метров) своевременно было выставлено оцепление, чтобы не допустить к месту крушения (в частности к новейшему образцу вертолётной техники, которым на тот момент являлся Ка-27) посторонних лиц.
В течение нескольких часов аварийные службы устранили все последствия авиационного происшествия, восстановив электро- и телефонные коммуникации, контактные кабели горэлектротранспорта и залатав продавленный асфальт. Поврежденный трамвай был отбуксирован в ближайшее депо. Сам вертолёт был спешно частично разобран прибывшими специалистами и, вместе с мелкими обломками, был транспортирован на Казанский вертолётный завод.
Буквально через несколько дней на Площади Восстания не осталось и намёка на недавнее происшествие. Однако среди местного населения начали бытовать мнения и распространяться слухи, что власти провели столь быстрые ремонтные работы, чтобы не привлекать внимание к катастрофе, в которой якобы погибли десятки человек (в частности, пассажиры трамвая, по которому вертолёт прошёлся лопастью). Однако такие слухи не нашли своего подтверждения как в те времена, так и в настоящее время. Происшествие не повлекло за собой жертв (трамвай был пустой и двигался в трамвайное депо) и особо значительных разрушений (здания и подземный переход на Площади Восстания не получили и малейших повреждений).
В 830-м отдельном противолодочном вертолётном полку после крушения ходила шутка, что полк нужно переименовать в «отдельный казанский противотрамвайный».

## Выявленные следствием причины аварии
1. Недисциплинированность и безответственность старшего группы.
2. Низкая организация подготовки к перелёту со стороны инженерно-технических служб.
3. Безынициативность ведомых в аварийной обстановке.
4. Недостатки по расходу топлива во временной инструкции экипажу Ка-27.
5. Отсутствие перегоночного варианта с дополнительными топливными баками.

Из-за отсутствия жертв серьёзных наказаний для сотрудников завода и пилотов не последовало.